# Jinbo-sin-Partei

Gründung am 16. März 2008

Die Jinbo-sin-Partei (koreanisch: 진보신당, Transliteration: Jinbo-sin-dang, englisch New Progressive Party, deutsch: Neue Fortschrittliche Partei) war eine linksgerichtete, ökologische Partei in Südkorea, die von März 2008 bis April 2012 bestand.

## Geschichte
Die Partei wurde am 16. März 2008 von ehemaligen Mitgliedern der Minju-nodong-Partei (민주노동당, Minju-nodong-dang, Demokratische Arbeiterpartei) aufgrund des innerhalb ihrer Partei aufkommenden Nationalismus, gegründet.  
Die beiden Parteivorsitzenden der Neuen Fortschrittspartei waren Sim Sang-jeong (심상정) und Roh Hoe-chan (노회찬), die im Jahr 2004 für die Minju-nodong-Partei im Gukhoe (대한민국 국회), der südkoreanischen Nationalversammlung saßen. Bei der letzten Parlamentswahl im Jahr 2008 verpasste die Partei nur knapp den Einzug ins südkoreanische Parlament mit 2,9 %. Da sich die Partei nicht weiterentwickeln und eine größere Mitglieder sowie Wählerbasis entwickeln konnte, löste sie sich am 12. April 2012 auf. Einige Mitglieder bildeten sogleich ein Komitee für die Neugründung einer anderen Partei unter einem anderen Namen.
Die Partei vertrat den Demokratischen Sozialismus, kümmert sich um umweltpolitische Themen und setzt sich für die Rechte von Frauen und Homosexuellen ein.